# Haliotis pourtalesii
Haliotis pourtalesii és una espècie de mol·lusc gastròpode marí de la família Haliotidae. Els membres d'aquesta família se'ls coneix universalment com orelles de mar, són comunes en tot els mars i oceans tropicals i subtropicals; per a la regió del Mar Carib i del Golf de Mèxic l'única espècie viva existent.